# Michael Msonganzila
Michael George Mabuga Msonganzila (ur. 17 lipca 1956 w Bukumbi) – tanzański duchowny katolicki, biskup diecezjalny Musomy od 2008.

## Życiorys
Święcenia kapłańskie otrzymał 2 grudnia 1984 i został inkardynowany do archidiecezji Mwanza. Był m.in. wykładowcą kilku tanzańskich seminariów, wikariuszem generalnym diecezji, wikariuszem biskupim ds. zakonników, a także krajowym dyrektorem Papieskich Dzieł Misyjnych.
10 listopada 2007 papież Benedykt XVI mianował go biskupem diecezjalnym Musoma. Sakry udzielił mu 20 stycznia 2008 metropolita Mwanzy - arcybiskup Anthony Peter Mayalla.